# Diablo Cody

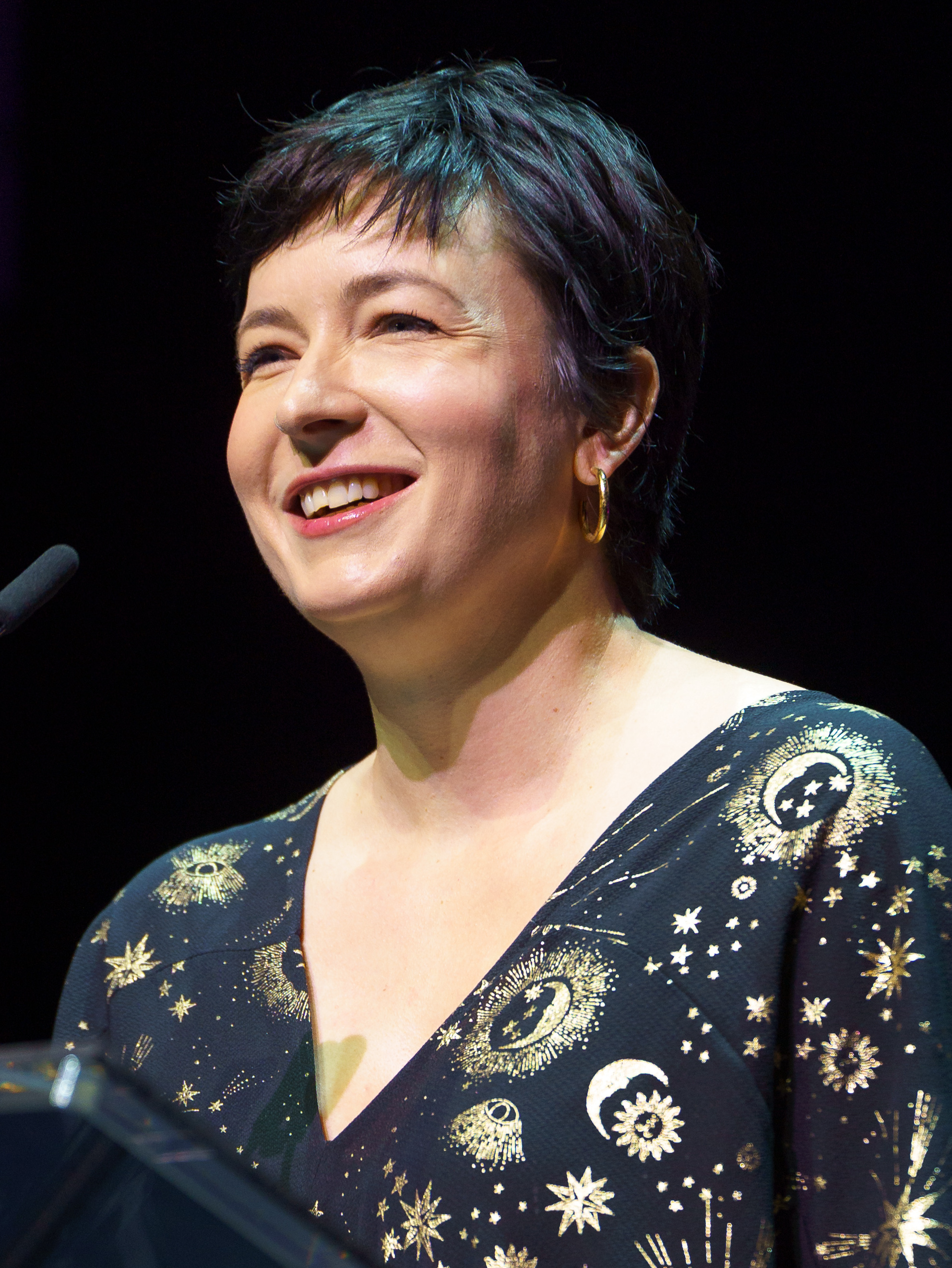
Diablo Cody (2024)

Diablo Cody (* 14. Juni 1978 in Chicago, Illinois, eigentlich Brook Busey-Maurio) ist eine Autorin, Oscar-Preisträgerin, Gewinnerin des British Academy Film Awards und Bloggerin.

## Leben und Karriere
Zunächst wurde sie durch ihre Auftritte in Peepshows und als Striptease-Tänzerin in Minneapolis bekannt, die sie offen in ihrem Blog „The Pussy Ranch“ und in ihren 2006 erschienenen Memoiren Candy Girl – A Year in The Life of an Unlikely Stripper veröffentlichte. 
Nach den Erfolgen ihres ersten Buches schrieb Cody ihr erstes Drehbuch, mit dem sie 2008 den Oscar für das beste Originaldrehbuch des Films Juno (2007) gewann. Die Comedy-Drama-Serie Taras Welten wurde von Januar 2009 bis Juni 2011 bei Showtime ausgestrahlt.
Von 2004 bis 2007 war sie mit dem Musiker Jon Hunt von der Psych-Folk-Band Lovely Dark verheiratet. Seit 2009 ist sie mit Dan Maurio verheiratet, mit dem sie zwei Kinder hat.

## Veröffentlichungen
- Candy Girl. A Year in the Life of an Unlikely Stripper. Gotham Books, New York 2006. ISBN 1-59240-182-1
- Nackt. Ein Enthüllungsroman. Verlag Gustav Kiepenheuer, Berlin 2009. ISBN 978-3-378-00690-4
- Juno: The Shooting Script. Newmarket Press, 2008. ISBN 978-1-55704-802-8

## Filmografie
- 2007: Juno (Drehbuch)
- 2009–2011: Taras Welten (United States of Tara, Fernsehserie; Idee, Drehbuch, Produktion)
- 2009: Jennifer’s Body – Jungs nach ihrem Geschmack (Jennifer’s Body, Drehbuch, Produktion)
- 2011: Young Adult (Drehbuch, Produktion)
- 2013: Paradise (Regie, Drehbuch, Produktion)
- 2015: Ricki – Wie Familie so ist (Ricki and the Flash, Drehbuch)
- 2015–2017: One Mississippi (Co-Creatorin)
- 2018: Tully (Drehbuch, Produktion)
- 2024: Lisa Frankenstein (Drehbuch)